# Bende van de Suisse
De Bende van de Suisse was een groep schilders, architecten, dichters, schrijvers, fotografen en andere cultuurliefhebbers die in de periode 1920-1928 vele avonden doorbracht aan een stamtafel in het toenmalige Café Suisse aan het Vrijthof te Maastricht.
Deelnemers waren: Jan Bakhoven, Edmond Bellefroid, Alphons Boosten, Hermann Bopp (fotograaf), Julius Brouwers, August Defresne, Karel Gemmeke, Henri Goovaerts, Herman Gouwe, Rob Graafland, Jan Grégoire, Han Jelinger, Matthias Kemp, Frits en Fons Lousberg, Harry Meissenberg, Charles Nypels, Vic en Fons Reinders, Alexander Stols jr., Charles Vos en Richard Vrijens. Enkelen hiervan waren lid van de Limburgse Kunstkring, die toentertijd eveneens regelmatig bijeenkwam in hetzelfde etablissement. In tegenstelling tot de Bende van de Suisse bestaat de Limburgse Kunstkring nog (anno 2025).